# 黑霞鯊
黑霞鯊（學名：Centroscyllium fabricii），又名法氏霞鯊，是很豐富的深海鯊魚，為板鰓亞綱角鯊目燈籠棘鮫科的其中一種。

## 身體特徵
黑霞鯊沒有臀鰭，背鰭棘有凹溝，第二背鰭較第一背鰭大，吻圓，眼睛大，牙齒呈三叉狀，長的下腹，身體呈黑褐色。牠們皮膚上分佈了特別的發光器官，能吸引甲殼類、頭足類、水母及硬骨魚等獵物。牠們最長可達1米。

## 分佈
黑霞鯊分佈在由美國北卡羅來納州至格陵蘭的西大西洋，並由冰島至南非的東大西洋。牠們亦可能生活遠至科羅拉多州及甚至墨西哥灣。

## 習性及棲息地
黑霞鯊是群居的鯊魚，可能是按性別來群居。牠們生活在180至1600米的水深處，一般在300米處都可以見到牠們。在牠們分佈地的北方，牠們會游近水面。牠們是卵胎生的。